# Koninkrijk Ghana
Het koninkrijk Ghana was een koninkrijk dat bestond van 830 tot 1235. Het land lag waar nu het zuidoosten van Mauritanië en het westen van Mali liggen. Wanneer het koninkrijk begon is onduidelijk, maar het oudste document over het land dat tot nu toe gevonden is, komt uit 830 (van Al-Chwarizmi).
De inwoners van het land fokten kamelen waarmee ze handel dreven. Ze handelden in goud, ivoor en zout met volken ten noorden van Ghana, zoals landen aan de Middellandse Zee en zelfs met Europese, via de karavanen van de transsaharahandel.